# Schüchternheit

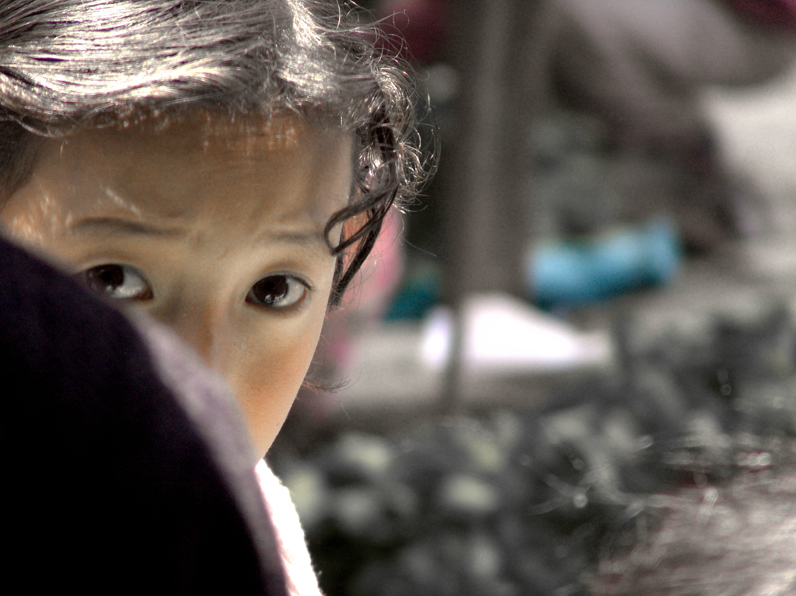
Ein schüchternes Kind

Unter Schüchternheit (hochsprachlich auch Scheu, veraltend Scheue) versteht man die Ängstlichkeit eines Menschen beim Anknüpfen zwischenmenschlicher Beziehungen.
Bei Scham, Verlegenheit, Lampenfieber, Love-shyness und Sexualangst treten ähnliche Verhaltensweisen auf, dabei sind diese auf spezielle Situationen begrenzt (Selbstunsicher-vermeidende Persönlichkeitsstörung).  Schüchternheit bezeichnet dagegen die allgemeine Neigung eines Menschen, auf die Begegnung mit nicht vertrauten Personen mit Verunsicherung oder Furcht zu reagieren. Schüchternheit ist jedoch – soweit sie kein Leiden erzeugt (Soziale Phobie) – keine psychische Störung, sondern ein Ausdruck des Temperaments eines Menschen.
Bei Säuglingen ist regelmäßig eine Entwicklungsphase mit vorübergehender Schüchternheit zu beobachten. Sie wird als Fremdeln bezeichnet und kommt zwischen dem 4. und 8. Lebensmonat vor.

## Beschreibung
Viele Menschen lassen bereits in der frühen Kindheit eine Disposition zur Ängstlichkeit erkennen. Diese kann zwar durchaus durch Erziehung beeinflusst werden, ist nach aktuellem Forschungsstand aber angeboren. Die Ursachen sind vermutlich neurochemischer Natur. Betroffene Kinder haben eine übererregbare Amygdala und reagieren infolgedessen bereits auf minimale Auslöser mit Furcht und Geschrei. Unbekannte, neue Situationen wirken ebenso beängstigend wie die Begegnung mit unvertrauten Menschen. Da der Furchtmechanismus in beiden Fällen derselbe ist und die Betroffenen auch im Laufe ihrer weiteren Entwicklung sowohl zur Schüchternheit als auch zur Ängstlichkeit neigen, behandelt die forschungsorientierte Psychologie „Schüchternheit“ nicht als isoliertes Symptombild, sondern als Ausdrucksform von Ängstlichkeit. Sie kann sich durch soziale Misserfolge und Ablehnung verstärken oder durch positive Erlebnisse abschwächen.

## Begriffsabgrenzung

### Schüchternheit und Introversion
Schüchterne und ängstliche Menschen sind häufig introvertierte Persönlichkeiten. Extravertierte schöpfen ihre Kraft aus dem Umgang mit anderen Menschen, Introvertierte schöpfen aus sich selbst. Es gibt allerdings auch schüchterne Extravertierte. Diese haben ihre Kindheitsscheu überwunden und gelernt, sich erfolgreich unter Menschen zu bewegen. Trotz ihrer Sozialkontakte fühlen sie sich aber häufig isoliert und einsam. Die Psychologen Mark Snyder und Daniel Goleman sprechen im selben Zusammenhang von „sozialen Chamäleons“, die ihre hochentwickelten sozialen Fähigkeiten nicht in Balance mit den eigenen Bedürfnissen und Gefühlen zu halten vermögen. Umgekehrt gibt es auch nicht-schüchterne Introvertierte. Diese fühlen sich unter Menschen zwar wohl und kommen gut mit ihnen zurecht, ermüden in Gesellschaft aber schnell und müssen sich dann zurückziehen, um ihre Energie wiederherzustellen.

### Soziologische Erklärungen
Jenseits aller Temperamentsunterschiede können auch Empathie und kulturelle Faktoren wie Taktgefühl und Höflichkeit einen Menschen daran hindern, offensiv Beziehungen zu anderen Menschen herzustellen.
Aus soziologischer Perspektive versteht Susie Scott von der University of Sussex Schüchternheit als gesellschaftliches Phänomen: Die Schüchternen spielen eine von der Gesellschaft vorgefertigte soziale Rolle, als seien sie Schauspieler in ihrem eigenen Leben, sie nutzen das Rollenmuster der shy performativity.

### Psychische Störungen
Oft ist der Übergang zwischen einer „ganz normalen“ Schüchternheit und einer sozialen Phobie schwer zu bestimmen. Bei letzterer besteht massiver Leidensdruck. Viele Menschen mit einer narzisstischen Persönlichkeitsstörung sind schüchtern, haben allerdings Phasen von Grandiosität, in denen sie – ohne entsprechende Leistungen zu erbringen, und oft im Stillen – überzeugt sind, anderen haushoch überlegen zu sein.
Leicht zu verwechseln ist die alltägliche Schüchternheit mit Symptombildern, bei denen nicht Furcht der Aufnahme sozialer Beziehungen im Wege steht, sondern ein Mangel an sozialer Kompetenz. Dies ist zum Beispiel bei Störungen im Autismusspektrum der Fall. So haben viele Menschen mit Asperger-Syndrom zwar einen lebhaften Wunsch nach Freundschaft, sind jedoch nicht in der Lage, nonverbale und parasprachliche Signale anderer Menschen intuitiv zu erkennen und zu verstehen. Im englischen Sprachraum wird dieses Phänomen als dyssemia bezeichnet. Infolgedessen kommunizieren sie ungeschickt und werden dadurch leicht zu Außenseitern.

## Schüchternheit in Literatur und Film
Schüchternheit erscheint vielfach als Thema in der Literatur und im Film. Eine der berühmtesten Schüchternen der Literaturgeschichte ist die namenlose Ich-Erzählerin in Daphne du Mauriers Roman Rebecca (1938), deren Introvertiertheit extrem herausgefordert wird, als sie den Eigentümer eines berühmten englischen Herrensitzes heiratet und sich fortan mit seiner charismatischen verstorbenen ersten Ehefrau vergleichen lassen muss. 1974 veröffentlichte Pascal Lainé seinen Roman La dentellière über das Mädchen Pomme, das daran zerbricht, dass ihre Umgebung ihre natürliche Bescheidenheit und Anspruchslosigkeit nicht anzuerkennen vermag und glaubt korrigieren zu müssen. Ein weiteres markantes Porträt einer schüchternen jungen Frau hat Jean-Pierre Jeunet  in seinem 2001 uraufgeführten Spielfilm Die fabelhafte Welt der Amélie geliefert, dessen Titelheldin ihre übersprudelnde Fantasie zu nutzen vermag, um soziale Beziehungen aufzubauen und am Ende auch die Liebe zu finden, nach der sie sich bis dahin gegeblich gesehnt hat.
Daneben kennt die Literatur viele männliche Schüchterne, wie Ljewin, die zweite Hauptfigur in Lew Tolstois Anna Karenina (1877/78), der in seinem Sozialverhalten ungeschickt ist und in kein Schema passt. Bereits 1813 hatte Jane Austen ihr Meisterwerk Stolz und Vorurteil veröffentlicht, dessen Handlung zu einem großen Teil von dem Missverständnis getragen wird, dass sich daraus ergibt, dass die weibliche Hauptfigur Elizabeth ihren Verehrer Darcy, der tatsächlich nur sehr schüchtern ist, irrtümlich für hochmütig hält. Mit Bilbo Beutlin schuf J. R. R. Tolkien 1954/55 einen Antihelden, der beweist, dass auch ein Introvertierter zu Abenteuern bereit und tapfer sein kann – selbst wenn sein einziges Ziel darin besteht, in die Geborgenheit seines Zuhauses zurückkehren zu dürfen. Ein kulturgeschichtlich bedeutendes Beispiel für einen schüchternen männlichen Filmhelden ist der von Charles Aznavour dargestellte Musiker Charlie Kohler in François Truffauts Film Schießen Sie auf den Pianisten (1960).